# 루시 리유
루시 리유(영어: Lucy Liyou)는 미국의 음악가이다.

## 어린 시절
1980년대 후반 미국으로 건너 온 이민자 사이에서 태어났다. 여섯 살 때부터 교회 목사의 아내를 통해 피아노를 배우기 시작했다. 10대 후반에는 음악원에 지원했으나, 건염으로 인한 팔꿈치의 탈구 때문에 포기해야 했다. 한편 강도 높은 피아노 경쟁에 지쳐 클래식 피아노 대신 처음에는 개러지밴드로, 이후에는 자유도가 높은 로직 프로로 음악을 만들기 시작했다.

## 경력
클라인이 2019년 9월 《Lifetime》을 발매하고 인스타그램을 통해 라이브를 할 때, 루시는 농담조로 "저와 일하는 거에 관심이 있을까요?"라고 댓글을 달았고, 클라인이 루시의 음악을 마음에 들어하며 관심을 보였다. 이후 둘은 몇 달 동안 인스타그램 메시지를 통해 음악에 관한 대화를 이어나갔고, 2020년 3월 《Welfare》가 클라인의 레이블인 ijn inc.를 통해 발매되었다. 루시 리유라는 이름은 한국 드라마를 제외하고 텔레비전에서 처음 접한 아시아계 미국인인 루시 류에서 이름을 따 루시 리유라고 활동명을 지었다.
2022년 7월 15일, 《Cadaver Opening If You Just》를 발표하였다. 구본웅의 1935년 그림 《우인상》을 음반 표지로 삼았으며, 이듬해에 발매할 닉 잰카와의 음반을 위한 선도작으로 생각한다고 언급했다.
《Dog Dreams (개꿈)》이 2023년 5월 12일 아메리칸 드림스 레코드를 통해 발매되었다.
2024년 트랜스젠더를 기념하기 위한 컴필레이션 음반 《TRANSA》에서 그루퍼와 함께한 노래 〈Blush〉가 수록됐다.
2025년 3월 21일, 《Every Video Without Your Face, Every Sound Without Your Name》을 발매할 예정이다.

## 음반 목록
정규 음반
- 《Welfare》 (2020, ijn Inc.)
- 《Practice》 (2021, 풀 스펙트럼)
- 《Dog Dreeams (개꿈)》 (2023, 아메리칸 드림스)
- 《+82 K-Pop Star》 (2024, 자가 발매)
- 《Every Video Without Your Face, Every Sound Without Your Name》 (2025)

EP
- 《A Hope I Had》 (2019, 자가 발매)
- 《Cadaver Opening If You Just》 (2022, 자가 발매)

컴필레이션 음반
- 《Welfare / Practice》 (2022, 아메리칸 드림스)

협업 음반
- 《A Need / A Want》 with 이스카 (2021, 노티스)
- 《Grace》 with 에릭 프라이 (2022, 푸투라 레시스텐자)

### 참고 자료
- 페르헤이스, 로렐린더 (2023년 7~8월). “Lucy Liyou: De stem bevrijd” [해방된 목소리]. 《곤조 (서커스)》 (네덜란드어). 174호. 87~88쪽.
- 킴, 조슈아 민수 (2020년 3월 31일). “Tone Glow 009: Lucy Liyou”. 《톤 글로》. 2020년 5월 11일에 원본 문서에서 보존된 문서. 2025년 1월 27일에 확인함.
- 시노, 캐서린 (2021년 2월 18일). “Lucy Liyou’s Uncanny Valley of Computerized Voice and Human Memory”. 《밴드캠프 데일리》. 2021년 2월 18일에 원본 문서에서 보존된 문서. 2025년 1월 27일에 확인함.
- “Cadaver Opening If You Just”. 《밴드캠프》. 2022년. 2025년 1월 27일에 확인함.